# Agostino Masucci

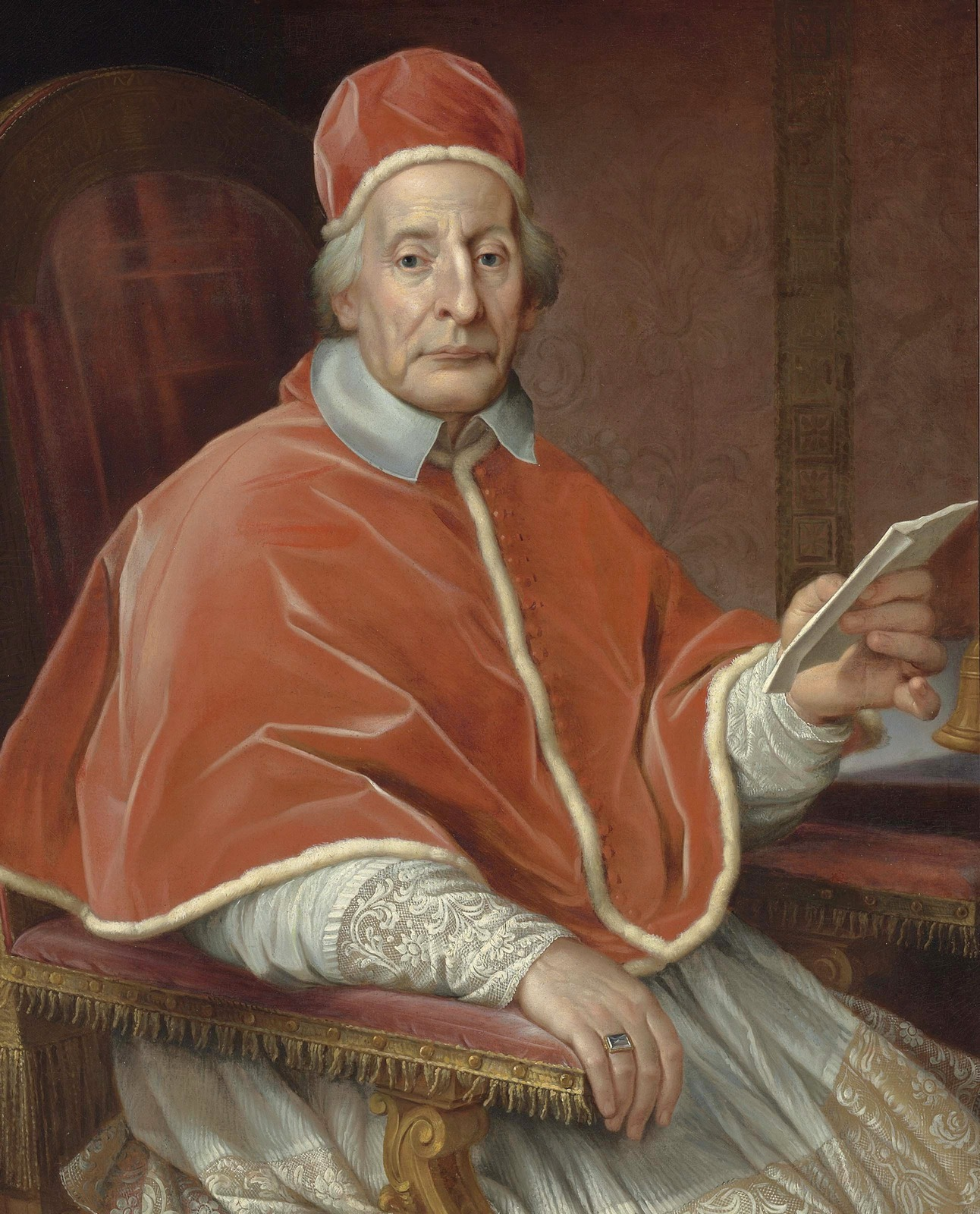
Portrait du Pape Clément XII.

Agostino Masucci (Rome, v. 1691 – 19 octobre 1758) est un peintre italien, élève de Carlo Maratta puis de Pietro Faccini.

## Biographie
Agostino Masucci fut intégré à l'Accademia di San Luca en 1724 et en devint directeur entre 1736 et 1738.
En plus d'importantes commissions romaines, Masucci en obtint des importantes cours italienne (Maison de Savoie) et européenne (Jean V de Portugal), par ses relations avec Filippo Juvarra et Luigi Vanvitelli.
Stefano Pozzi et Pompeo Batoni furent de ses élèves.

## Œuvres
- Madonna e Santi, église San Marcello al Corso
- Madonna e S.Nicola da Tolentino, église  Santa Maria del Popolo
- S.Anna e la Vergine, église Ss. Nome di Maria

## Sources
- (it) Cet article est partiellement ou en totalité issu de l’article de Wikipédia en italien intitulé « Agostino Masucci » (voir la liste des auteurs).
- Notices d'autorité :   - VIAF
  - ISNI
  - BnF (données)
  - IdRef
  - GND
  - Italie
  - Espagne
  - Pologne
  - NUKAT
  - Vatican
  - Tchéquie
  - Portugal
- Ressources relatives aux beaux-arts :   - AGORHA
  - Art Institute of Chicago
  - Art UK
  - Artists of the World Online
  - Bénézit
  - British Museum
  - Grove Art Online
  - Kunstindeks Danmark
  - Musée des beaux-arts du Canada
  - Musée du Prado
  - Musée Städel
  - MutualArt
  - National Gallery of Art
  - Nationalmuseum
  - RKDartists
  - Union List of Artist Names